# قرار مجلس الأمن التابع للأمم المتحدة رقم 887
تم اعتماد قرار مجلس الأمن التابع للأمم المتحدة رقم 887 بالإجماع في 29 تشرين الثاني / نوفمبر 1993، بعد أخذه بعين الاعتبار تقرير الأمين العام بطرس بطرس غالي بخصوص قوة الأمم المتحدة لمراقبة فض الاشتباك. حيث أكد المجلس على ضرورة التزام الأطراف بالقرار رقم 338 الصادر في 22 تشرين الأول / أكتوبر 1973، ومدَّد عمل قوات المراقبة إلى 31 أيار / مايو 1994، وطالب الأمين العام بتقرير في نهاية هذه الفترة.